# Essike
Essike ist ein wüst gefallener Ort bei Brilon.
Der Ort lag etwa 1,7 km nördlich des Kirchortes Östlingen, des heutigen Madfeld. Der Walddistrikt wurde auch Esseker Geholtz genannt. Essike wird in Quellen des Busdorstiftes mehrfach zusammen mit Esbeke genannt. In einer möglicherweise verfälschten Urkunde von 887 übertrug Kaiser Karl III. dem Kloster Corvey Eigentumsrechte. In einer Notiz in der Meinwerksvita wird eine Dame mit dem Namen Idike genannt, diese hatte der Paderborner Kirche Eigentum in Essike übereignet. Der adeligen Idike waren die Eigentumsrechte in Essike vorher von einem Adligen mit Namen Dietrich übertragen worden. Der Besitz des Klosters Bredelar ist im Ort seit 1259 nachzuweisen, der dem Kloster von den Brüdern Johannes und Gottschalk, Herren auf Burg Padberg, verkauft wurde. Essike wurde Ende des 14. Jahrhunderts zur Wüstung, Fehden und Zerstörungen waren der Grund.